# Ordre de bataille unioniste de la campagne de la Red River

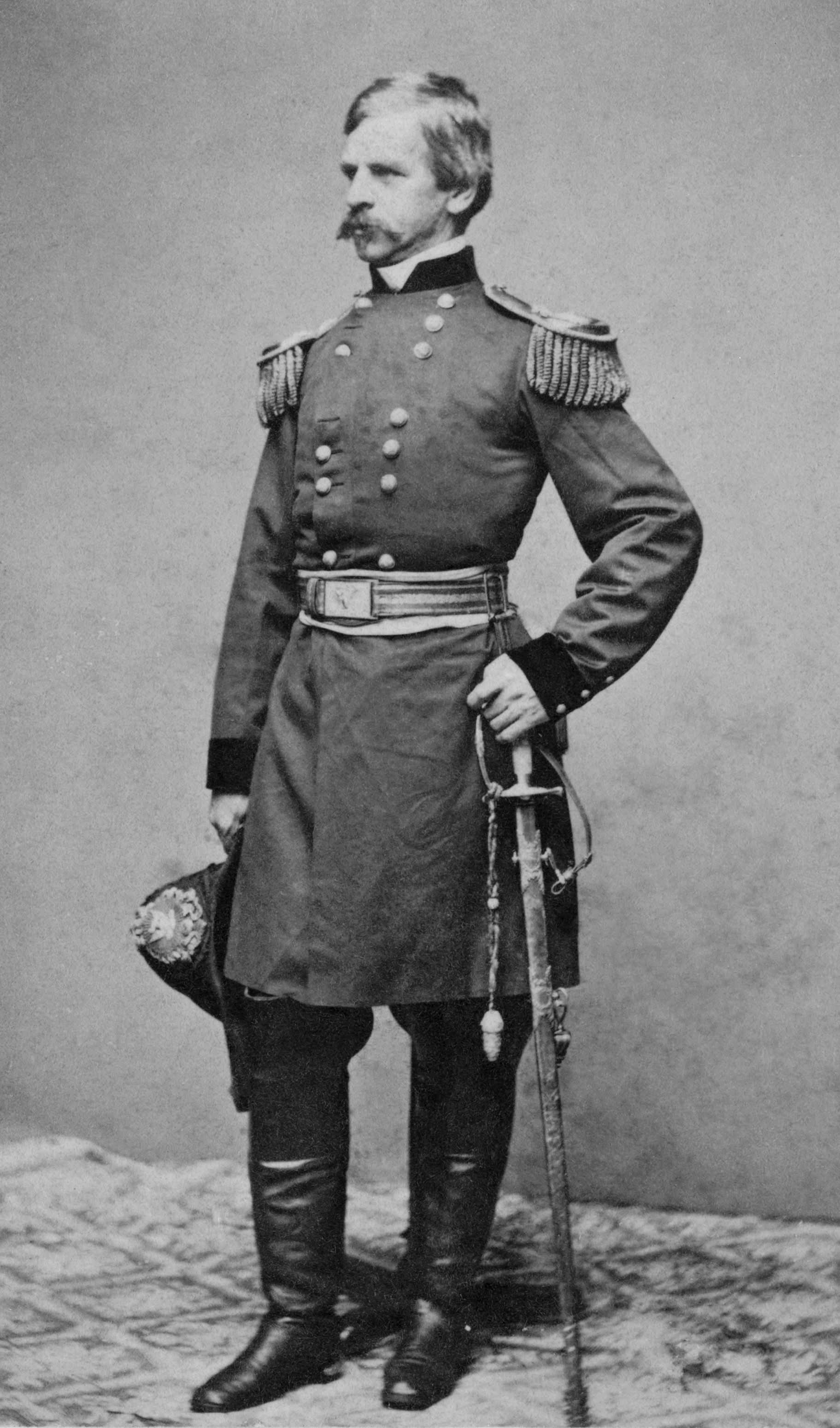
Major général Nathaniel P. Banks.

Ce qui suit est l'organisation des forces de l'Union engagées dans la campagne de la Red River, au cours de la guerre de Sécession en 1864. L'ordre de bataille est compilé à partir de l'organisation de l'armée lors de la campagne L'ordre de bataille confédéré est indiqué séparément.

## Abréviations utilisées

### Grade militaire
- MG = Major général
- BG = Brigadier général
- Col = Colonel
- Ltc = Lieutenant-colonel
- Maj = Commandant
- Cpt = Capitaine
- Lt = Lieutenant

### Autre
- (b) = blessé
- mb = mortellement blessé
- † = tué
- (PDG) = capturé

## Forces de l'Union

### Registres du 31 mars

#### Armée du Golfe(département du Golfe)
MG Nathaniel P. Banks, au commandement
| Brigade                                       | Régiments et autres |
| --------------------------------------------- | --- |
| Brigade des ingénieurs Col George D. Robinson | - 3rd Engineers,corps d'Afrique (U. S. C. T.) : Ltc George A. Harmount - 5th Engineers, corps d'Afrique (U. S. C. T.) : Ltc Uri B. Pearsall |

- Troupes du quartier général (compagnies A et B) : Cpt Richard W. Francis
- Escorte (compagnie C) : Cpt Frank Sayles

#### XIII corps(détachement)
BG Thomas E. G. Ransom
| Division                                  | Brigade                                | Régiments et autres |
| ----------------------------------------- | -------------------------------------- | --- |
| Troisième division BG Robert A. Cameron   | Première brigade Ltc Aaron M. Flory    | - 46th Indiana : Cpt William M. DeHart - 29th Wisconsin : Maj Bradford Hancock                                                                           |
| Troisième division BG Robert A. Cameron   | Deuxième brigade Col William H. Raynor | - 24th Iowa : Maj Edward Wright - 28th Iowa, Col John Connell - 56th Ohio: Cpt Maschil Manring                                                           |
| Troisième division BG Robert A. Cameron   | Artillerie                             | - 1st Missouri Light, Battery A: Lt Elisha Cole - Ohio Light, 2nd Battery: Lt William H. Harper                                                          |
| Quatrième division Col William J. Landram | Première brigade Col Frank Emerson     | - 77th Illinois : Ltc Lysander R. Webb - 67th Indiana : Ltc Theodore E. Buehler - 19th Kentucky : Ltc John Cowan - 23rd Wisconsin : Maj Joseph E. Greene |
| Quatrième division Col William J. Landram | Deuxième brigade Col Joseph W. Vance   | - 130th Illinois : Maj John B. Reid - 48th Ohio : Ltc Joseph W. Lindsey - 83rd Ohio : Ltc William H. Baldwin - 96th Ohio : Ltc Albert H. Brown           |
| Quatrième division Col William J. Landram | Artillerie                             | - Indiana Light, 1st Battery : Cpt Martin Klauss - Chicago (Illinois) Mercantile Battery : Lt Pinckney S. Cone                                           |

#### XIX corps
MG William B. Franklin
| Division                                           | Brigade | Régiments et autres |
| -------------------------------------------------- | --- | --- |
| Première division BG William H. Emory              | Première brigade BG William Dwight                                                                              | - 29th Maine : Col George L. Beal - 114th New York : Ltc Henry B. Morse - 116th New York : Col George M. Love - 153rd New York : Col Edwin P. Davis - 161st New York : Ltc William B. Kinsey                               |
| Première division BG William H. Emory              | Deuxième brigade BG James W. McMillan                                                                           | - 13th Maine : Col Henry Rust, Jr. - 15th Maine : Col Isaac Dyer - 160th New York : Ltc John B. Van Petten - 47th Pennsylvania : Col Tilghman H. Good                                                                      |
| Première division BG William H. Emory              | Troisième brigade Col Lewis Benedict                                                                            | - 30th Maine : Col Francis Fessenden - 162nd New York : Ltc Justus W. Blanchard - 165th New York : Ltc Gouverneur Carr - 173rd New York : Col Lewis M. Peck                                                                |
| Première division BG William H. Emory              | Artillerie Cpt George T. Hebard                                                                                 | - New York Light, 25th Battery : Lt Irving D. Southworth - 1st United States, Battery L : Lt Franck E. Taylor - Vermont Light, 1st Battery : Cpt George T. Hebard                                                          |
| Deuxième division BG Cuvier Grover                 | Deuxième brigade Col Edward L. Molineux                                                                         | - 13th Connecticut : Col Charles D. Blinn - 1st Louisiana : Col William O. Fiske - 90th New York (trois compagnies) : Maj John C. Smart - 159th New York : Ltc Edward L. Gaul                                              |
| Deuxième division BG Cuvier Grover                 | Troisième brigade Col Jacob Sharpe                                                                              | - 38th Massachusetts : Ltc James P. Richardson - 128th New York : Col James Smith - 156th New York : Cpt James J. Hoyt - 175th New York (3 compagnies) : Cpt Charles McCarthey                                             |
| Deuxième division BG Cuvier Grover                 | Artillerie Cpt George W. Fox                                                                                    | - Massachusetts Light, 7th Battery (G) : Cpt Newman W. Storer - New York Light, 26th Battery : Cpt George W. Fox - 1st United States, Battery F : Lt Hardman P. Norris - 2nd United States, Battery C : Lt John I. Rodgers |
| Deuxième division BG Cuvier Grover                 | Cavalerie | - 3rd Maryland : Col C. Carroll Tevis |
| Corps d'artillerie de réserve Cpt Henry W. Closson | - Delaware Light, 1st Battery : Cpt Benjamin Nields - 1st Indiana Heavy (deuxcompagnies): Cpt William S. Hinkle | |
| Corps d'Afrique (United States Colored Troops)     | Première brigade, première division Col William H. Dickey                                                       | - 1st Infantry (73rd U.S.C.T.) : Maj Hiram E. Perkins - 3rd Infantry (75th U.S.C.T.) : Col Henry W. Fuller - 12th Infantry (84th U.S.C.T.) : Cpt James H. Corrin - 22nd Infantry (92nd U.S.C.T.) : Col Henry N. Frisbie    |
| Division de cavalerie BG Albert L. Lee             | Première brigade Col Thomas J. Lucas                                                                            | - 16th Indiana Infantry (monté) : Ltc James H. Redfield - 2nd Louisiana Infantry (monté) : Maj Alfred Hodsdon - 6th Missouri : Cpt Sidney A. Breese - 14th New York : Maj Abraham Bassford                                 |
| Division de cavalerie BG Albert L. Lee             | Troisième brigade Col Harai Robinson                                                                            | - 87th Illinois Infantry (monté) : Ltc John M. Crebs - 1st Louisiana : Maj Algernon S. Badger |
| Division de cavalerie BG Albert L. Lee             | Quatrième brigade Col Nathan A. M. Duddley                                                                      | - 2nd Illinois : Maj Benjamin F. Marsh, Jr. - 3rd Massachusetts : Ltc Lorenzo D. Sargent - 31st Massachusetts Infantry (monté) : Cpt Elbert H. Fordham - 8th New Hampshire Infantry (monté) : Ltc George A. Flanders       |
| Division de cavalerie BG Albert L. Lee             | Cinquième brigade Col Oliver P. Gooding                                                                         | - 2nd New York Veteran : Col Morgan H. Chrysler - 18th New York : Col James J. Byrne - 3rd Rhode Island (détachement): Maj George R. Davis                                                                                 |
| Division de cavalerie BG Albert L. Lee             | Brigade d'artillerie                                                                                            | - Massachusetts Light, 2nd Battery (B): Cpt Ormand F. Nims - 5th United States, Battery G: Lt Jacob B. Rawles |

### Armée du Tennessee(détachement)
BG Andrew J. Smith

#### XVI corps
| Division                          | Brigade                                                                                                  | Régiments et autres |
| --------------------------------- | --- | --- |
| Première division _               | Deuxième brigade Col Lucius F. Hubbard                                                                   | - 47th Illinois : Col John D. McClure - 5th Minnesota : Maj John C. Becht - 8th Wisconsin : Ltc John W. Jefferson                        |
| Première division _               | Troisième brigade Col Sylvester G. Hill                                                                  | - 35th Iowa : Ltc William B. Keeler - 33rd Missouri : Ltc William H. Heath                                                               |
| 3rd Division _                    | Première brigade Col William F. Lynch                                                                    | - 58th Illinois : Maj Thomas Newlan - 119th Illinois : Col Thomas J. Kinney - 89th Indiana : Col Charles D. Murray                       |
| 3rd Division _                    | Deuxième brigade Col William T. Shaw                                                                     | - 14th Iowa : Ltc Joseph H. Newbold - 27th Iowa : Col James I. Gilbert - 32nd Iowa : Col John Scott - 24th Missouri : Maj Robert W. Fyan |
| 3rd Division _                    | Troisième brigade Col Risdon M. Moore                                                                    | - 49th Illinois : Maj Thomas W. Morgan - 117th Illinois : Ltc Jonathan Merriam - 178th New York : Col Edward Wehler                      |
| Artillerie Cpt James M. Cockefair | - Indiana Light, 3rd Battery : Cpt James M. Cockefair - Indiana Light, 9th Battery : Cpt George R. Brown | |

#### XVII corps
| Division                              | Brigade                                | Régiments et autres |
| ------------------------------------- | -------------------------------------- | --- |
| Division provisoire BG T. Kilby Smith | Première brigade Col Jonathan B. Moore | - 41st Illinois : Ltc John H. Nale - 3rd Iowa : Ltc James Tullis - 33rd Wisconsin : Maj. Horatio H. Virgin                    |
| Division provisoire BG T. Kilby Smith | Deuxième brigade Col Lyman M. Ward     | - 81st Illinois : Ltc Andrew W. Rogers - 95th Illinois : Col Thomas W. Humphrey - 14th Wisconsin : Cpt Carlos M. G. Mansfield |
| Division provisoire BG T. Kilby Smith | Artillerie                             | - 1st Missouri Light, Battery M: Lt John H. Tiemeyer                                                                          |

### Registres du  30 avril

#### Armée du Golfe(département du Golfe)
MG Nathaniel P. Banks, au commandement
| Brigade                                          | Régiments et autres                                                                  |
| ------------------------------------------------ | ------------------------------------------------------------------------------------ |
| Brigade des Ingénieurs Col De George D. Robinson | - 97th U. S. C. T. : Ltc George A. Harmount - 99th U. S. C. T. : Ltc Uri B. Pearsall |

- Troupes du quartier général  (compagnies A et B) : Cpt Richard W. Francis
- Escorte (compagnie C) : Cpt Frank Sayles

#### XIII corps(détachement)
MG John A. McClernand
| Division                                  | Brigade                                                             | Régiments et autres |
| ----------------------------------------- | ------------------------------------------------------------------- | --- |
| Première division _                       | Deuxième brigade BG Michael K. Lawler                               | - 49th Indiana : Col James Keigwin - 69th Indiana : Ltc Oran Perry - 34th Iowa : Col George W. Clark - 22nd Kentucky : Col George W. Monroe - 16th Ohio : Ltc Philip Kershner - 114th Ohio : Ltc John H. Kelly                                                 |
| Troisième division BG Robert A. Cameron   | Première brigade Col Thomas H. Bringhurst                           | - 46th Indiana : Cpt Henry Snyder - 29th Wisconsin : Col William A. Green |
| Troisième division BG Robert A. Cameron   | 2nd Brigade Col James R. Slack                                      | - 47th Indiana : Ltc John A. McLaughlin - 24th Iowa : Maj Edward Wright - 28th Iowa : Ltc Bartholomew W. Wilson - 56th Ohio : Col William H. Raynor |
| Quatrième division Col William J. Landram | Première brigade Col Frederick W. Moore                             | - 77th Illinois : Maj John A. Burdett - 19th Kentucky : Cpt William T. Cummins - 83rd Ohio : Ltc William H. Baldwin - 23rd Wisconsin : Maj Joseph E. Greene |
| Quatrième division Col William J. Landram | Deuxième brigade Col John R. Parker                                 | - 130th Illinois : Cpt John H. Robinson - 67th Indiana : Maj Francis A. Sears - 48th Ohio : Cpt James R. Lynch - 96th Ohio : Ltc Albert H. Brown |
| Quatrième division Col William J. Landram | Artillerie Maj Adolph Schwartz                                      | - Indiana Light, 1st Battery : Lt Lawrence Jacoby - Chicago (Illinois) Mercantile Battery : Lt Henry Roe - 1st Missouri Light, Battery A : Lt Elisha Cole - Ohio Light, 2nd Battery : Lt William H. Harper - Wisconsin Light, 1st Battery: Cpt Jacob T. Foster |
| Non rattaché                              | - Independent Company Kentucky Engineers : Cpt William F. Patterson | |

#### XIX corps
MG William B. Franklin
| Division                                       | Brigade                                                                                     | Régiments et autres |
| ---------------------------------------------- | ------------------------------------------------------------------------------------------- | --- |
| Première division BG William H. Emory          | Première brigade Col George L. Beal                                                         | - 29th Maine : Ltc Charles S. Emerson - 114th New York : Maj Oscar H. Curtis - 116th New York: Col George M. Love - 153rd New York: Col Edwin P. Davis - 161st New York : Ltc William B. Kinsey                          |
| Première division BG William H. Emory          | Deuxième brigade BG James W. McMillan                                                       | - 13th Maine : Col Henry Rust, Jr. - 15th Maine : Col Isaac Dyer - 160th New York: Ltc John B. Van Petten - 47th Pennsylvania : Col Tilghman H. Good                                                                     |
| Première division BG William H. Emory          | Troisième brigade Ltc Justus W. Blanchard                                                   | - 30th Maine : Ltc Thomas H. Hubbard - 162nd New York : Cpt Samuel Cowdrey - 165th New York : Cpt Henry C. Inwood - 173rd New York : Cpt Howard C. Conrady                                                               |
| Première division BG William H. Emory          | Artillerie Cpt Benjamin Nields                                                              | - New York Light, 25th Battery : Lt Irving D. Southworth - 1st United States, Battery L : Lt Franck E. Taylor - Delaware Light, 1st Battery : Lieutenant Thomas A. Porter                                                |
| Deuxième division BG Cuvier Grover             | Première brigade BG Frank S. Nickerson                                                      | - 133rd New York : Col Leonard D. H. Currie - 176th New York : Maj Charles Lewis |
| Deuxième division BG Cuvier Grover             | Deuxième brigade BG Henry W. Birge                                                          | - 13th Connecticut : Col Charles D. Blinn - 1st Louisiana : Col William O. Fiske - 159th New York : Col Edward L. Molineux                                                                                               |
| Deuxième division BG Cuvier Grover             | Troisième brigade Col Jacob Sharpe                                                          | - 38th Massachusetts : Ltc James P. Richardson - 128th New York : Ltc James P. Foster - 156th New York : Cpt James J. Hoyt - 175th New York (trois compagnies) : Cpt Charles McCarthey                                   |
| Deuxième division BG Cuvier Grover             | Artillerie Cpt George W. Fox                                                                | - Massachusetts Light, 7th Battery (G) : Cpt Newman W. Storer - New York Light, 26th Battery : Cpt George W. Fox - 2nd United States, Battery C : Lt John I. Rodgers                                                     |
| Troisième division                             | Artillerie de réserve Cpt Henry W. Closson                                                  | - Vermont Light, 1st Battery : Lt Edward Rice - 1st Indiana Heavy (deux compagnies) : Cpt William S. Hinkle |
| Corps d'Afrique (United States Colored Troops) | Première brigade, première division Col William H. Dickey                                   | - 1st Infantry (73rd U.S.C.T.) : Maj Hiram E. Perkins - 3rd Infantry (75th U.S. C.T.) : Col Henry W. Fuller - 12th Infantry (84th U.S.C.T.) : Cpt James H. Corrin - 22nd Infantry (92nd U.S.C.T.) : Col Henry N. Frisbie |
| Division de cavalerie BG Richard Arnold        | Première brigade Col Thomas J. Lucas                                                        | - 12th Illinois : Col Hasbrouck Davis - 16th Indiana Infantry (monté) : Cpt James M. Hildreth - 2nd Louisiana Infantry (monté) : Col Charles Everett - 6th Missouri : Maj Bacon Montgomery                               |
| Division de cavalerie BG Richard Arnold        | Troisième brigade Ltc John M. Crebs                                                         | - 87th Illinois Infantry (monté) : Maj George W. Land - 1st Louisiana: Maj Algernon S. Badger |
| Division de cavalerie BG Richard Arnold        | Quatrième brigade Col Edmund J. Davis                                                       | - 2nd Illinois : Maj Benjamin F. Marsh, Jr. - 3rd Massachusetts : Ltc Lorenzo D. Sargent - 31st Massachusetts Infantry (monté) : Cpt Elbert H. Fordham - 2nd New Hampshire : Ltc George A. Flanders                      |
| Division de cavalerie BG Richard Arnold        | Cinquième brigade Col Oliver P. Gooding                                                     | - 2nd New York Veteran : Col Morgan H. Chrysler - 18th New York : Col James J. Byrne - 3rd Rhode Island : Ltc Charles H. Parkhurst                                                                                       |
| Division de cavalerie BG Richard Arnold        | Brigade d'artillerie                                                                        | - Massachusetts Light, 2nd Battery (B) : Cpt Ormand F. Nims - 1st United States, Battery F : Lt William L. Haskin - 5th United States, Battery G : Lt Jacob B. Rawles                                                    |
| Non attaché                                    | - 4th Indiana Cavalry, Company C : Cpt Andrew P. Gallagher - 3rd Maryland : Ltc Byron Kirby | |

### Armée du Tennessee(détachement)
BG Andrew J. Smith

#### XVI corps
| Division                              | Brigade                                                                                                  | Régiments et autres |
| ------------------------------------- | --- | --- |
| Première division _                   | Deuxième brigade Col Lucius F. Hubbard                                                                   | - 47th Illinois : Col John D. McClure - 5th Minnesota : Maj John C. Becht - 8th Wisconsin : Ltc John W. Jefferson                      |
| Première division _                   | Troisième brigade Col Sylvester G. Hill                                                                  | - 35th Iowa : Ltc William B. Keeler - 33rd Missouri : Maj George W. Van Beek                                                           |
| Troisième division BG Joseph A. Mower | Première brigade Col William F. Lynch                                                                    | - 58th Illinois : Maj Thomas Newlan - 119th Illinois : Col Thomas J. Kinney - 89th Indiana : Col Charles D. Murray                     |
| Troisième division BG Joseph A. Mower | Deuxième brigade Col William T. Shaw                                                                     | - 14th Iowa : Cpt Warren C. Jones - 27th Iowa : Col James I. Gilbert - 32nd Iowa : Col John Scott - 24th Missouri : Maj Robert W. Fyan |
| Troisième division BG Joseph A. Mower | Troisième brigade Col Risdon M. Moore                                                                    | - 49th Illinois : Cpt Jacob E. Gauen - 117th Illinois : Ltc Jonathan Merriam - 178th New York : Col Edward Wehler                      |
| Artillerie Cpt James M. Cockefair     | - Indiana Light, 3rd Battery : Cpt James M. Cockefair - Indiana Light, 9th Battery : Cpt George R. Brown | |

#### XVII corps
| Division                              | Brigade                                | Régiments et autres |
| ------------------------------------- | -------------------------------------- | --- |
| Division provisoire BG T. Kilby Smith | Première brigade Col Jonathan B. Moore | - 41st Illinois : Ltc John H. Nale - 3rd Iowa : Ltc James Tullis - 33rd Wisconsin : Maj. Horatio H. Virgin                    |
| Division provisoire BG T. Kilby Smith | Deuxième brigade Col Lyman M. Ward     | - 81st Illinois : Ltc Andrew W. Rogers - 95th Illinois : Col Thomas W. Humphrey - 14th Wisconsin : Cpt Carlos M. G. Mansfield |
| Division provisoire BG T. Kilby Smith | Artillerie                             | - 1st Missouri Light, Battery M: Lt John H. Tiemeyer                                                                          |